# 1112 Полонія
1112 Поло́нія (1112 Polonia) — астероїд головного поясу, відкритий 15 серпня 1928 року.
Тіссеранів параметр щодо Юпітера — 3,220.